# Charles Barton
Charles Barton (25 de mayo de 1902 – 5 de diciembre de 1981) fue un director cinematográfico, y también actor de vodevil y cinematográfico de nacionalidad estadounidense. Ganó el Premio Oscar al mejor ayudante de dirección en 1933. Su primer film como director fue el largometraje Wagon Wheels, protagonizado por Randolph Scott en 1934.

## Biografía
Nacido en San Francisco, California, inició su carrera artística haciendo pequeños papeles en representaciones de vodevil. Posteriormente, Barton trabajó en Hollywood en varias unidades dedicadas al cine de serie B. A partir de 1946 fue el principal director de las comedias de Bud Abbott y Lou Costello, entre ellas The Time of Their Lives y Africa Screams. Más adelante dirigió películas de Walt Disney como The Shaggy Dog y Toby Tyler.
Para la televisión, fue director del The Amos 'n Andy Show de la CBS desde 1950 a 1954, trabajando también en diversos episodios de la serie de Ray Milland Meet Mr. McNutley entre 1953 y 1955. Entre otras producciones televisivas, Barton fue el director de 106 episodios de la sitcom de la CBS Mis adorables sobrinos (1967 a 1971).
Charles Barton falleció en Burbank, California, en 1981, a causa de un infarto agudo de miocardio. Había estado casado con la actriz y cantante Julie Gibson y con la actriz Lois Austin.

## Filmografía

### Director
| - Wagon Wheels (1934) - Car 99 (1935) - Rocky Mountain Mystery (1935) - The Last Outpost (1935) - Nevada (1935) - Timothy's Quest (1936) - And Sudden Death (1936) - Murder with Pictures (1936) - Rose Bow (1936) - The Crime Nobody Saw (1937) - Forlorn River (1937) - Thunder Trail (1937) - Born to the West) (1937) - Behind Prison Gates (1939) - Five Little Peppers and How They Grew (1939) - My Son Is Guilty (1939) - Five Little Peppers at Home (1940) - Island of Doomed Men (1940) - Babies for Sale (1940) - Out West with the Peppers (1940) - Five Little Peppers in Trouble (1940) - Nobody's Children (1940) - The Phantom Submarine (1940) - The Big Boss (1941) - The Richest Man in Town (1941) - Harmon of Michigan (1941) - Two Latins from Manhattan (1941) - Sing for Your Supper (1941) - Honolulu Lu (1941) - Shut My Big Mouth (1942) - Tramp, Tramp, Tramp (1942) - Hello, Annapolis (1942) - Sweetheart of the Fleet (1942) - Parachute Nurse (1942) - A Man's World (1942) - Lucky Legs (1942) - The Spirit of Stanford (1942) - Laugh Your Blues Away (1942) - Reveille with Beverly (1943) - Let's Have Fun (1943) - She Has What It Takes (1943) - What's Buzzin', Cousin? (1943) - Is Everybody Happy? (1943) - Beautiful But Broke (1944) - Hey, Rookie (1944) - Jam Session (1944) - Louisiana Hayride (1944) - The Beautiful Cheat (1945) - Men in Her Diary (1945) - Smooth as Silk (1946) - The Time of Their Lives (1946) - White Tie and Tails (1946) - Buck Privates Come Home (1947) - The Wistful Widow of Wagon Gap (1947) - The Noose Hangs High (1948) - Abbott and Costello Meet Frankenstein (1948) - 10,000 Kids and a Cop (1948) | - Mexican Hayride (1948) - Africa Screams (1949) - Abbott and Costello Meet the Killer, Boris Karloff (1949) - Free for All (1949) - The Milkman (1950) - The Amos 'n Andy Show – serie TV, 78 episodios (1951-1955) - Double Crossbones (1951) - Ma and Pa Kettle at the Fair (1952) - Meet Mr. McNutley – serie TV, 2 episodios (1953-1954) - Wagon Wheels (1953) - Oh, My Achin' Tooth! (1954) - The Stu Erwin Show – serie TV, 2 episodios (1955) - The Great Gildersleeve – serie TV, 12 episodios (1955) - The Gale Storm Show: Oh, Susanna! – serie TV, 14 episodios (1956-1958) - Dance with Me, Henry (1956) - The New Adventures of Spin and Marty – serie TV (1957) - El Zorro – serie TV, 17 episodios (1958-1959) - Disneyland – serie TV, 3 episodios (1959-1964) - The Shaggy Dog (1959) - Zorro, the Avenger (1959) - Dennis the Menace – serie TV, 90 episodios (1960-1963) - Toby Tyler, or Ten Weeks with a Circus (1960) - The Comedy Spot – serie TV, un episodio (1960) - The Real McCoys – serie TV, 3 episodios (1960) - Swingin' Along (1961) - Medicine Man – Telefilm (1962) - McHale's Navy – serie TV, 9 episodios (1964-1965) - Grindl – serie TV, 9 episodios (1964) - Broadside – serie TV, 4 episodios (1964) - Hazel – serie TV, 10 episodios (1965-1966) - Petticoat Junction – serie TV, 38 episodios (1965-1967) - The Munsters – serie TV, un episodio (1965) - The World of Abbott and Costello (1965) - The Smothers Brothers Show – serie TV, 2 episodios (1965) - The Patty Duke Show – serie TV, un episodio (1966) - Camp Runamuck – serie TV, un episodio (1966) - Mis adorable sobrinos – serie TV, 106 episodios (1967-1971) - To Rome with Love – serie TV, 2 episodios (1970) |

### Productor
| - Louisiana Hayride (1944) - The Beautiful Cheat (1945) - Men in Her Diary (1945) - The Noose Hangs High (1948) | - Meet Mr. McNutley – serie TV, un episodio (1954) - The Amos 'n Andy Show – serie TV, 12 episodios (1955) |

### Actor
| - The County Fair (1920) - Alas (1927) | - Beau Geste (1939) |